# 奥托三世 (神圣罗马帝国)
奥托三世（德語：Otto III，980年7月—1002年1月23日）罗马人的国王（983年－1002年在位），神聖羅馬皇帝（996年－1002年）。奥托二世之子。995年亲政以前，由他的母亲賽奧法諾和祖母阿德莱德摄政。
奥托三世996年进入意大利，册立自己的堂哥額我略五世为教宗，后者成为历史上第一位德国籍教宗。格列高利五世随即为奥托三世加冕（5月21日）。奥托三世醉心于恢复罗马帝国，并强调教会应更多的为皇权服务。1000年，在经过亚琛时奥托三世打开查理曼的坟墓，并取走皇帝身上的金十字架。他于1002年1月24日在意大利去世。他被中世纪编年史学家弗莱辛的奥托称作“旷世奇才”。

## 成为共治国王
983年的圣神降临节，奥托二世在维罗纳举行了一场由德意志和意大利领主共同参与的会议，加冕三岁的奥托三世成为共治的德意志国王。

## 摄政时期
奥托二世在983年因疟疾去世，年仅28岁，其子奥托三世年仅3岁，帝国陷入继承危机。于是奥托三世的母亲迪奥凡诺开始其摄政统治（983-991年）。
迪奥凡诺与婆婆阿德莱德（Adelaide of Burgundy）共同摄政，但两者因政策分歧多次冲突。迪奥凡诺更倾向于延续奥托二世的集权政策，而阿德莱德主张与教会和诸侯妥协。 
这个期间的重要辅臣有奥里亚克的葛培特（Gerbert d'Aurillac），这位博学的教士（后成为教宗西尔维斯特二世）协助改革教育体系，引入阿拉伯数学与天文学知识。以及威利吉斯大主教（Willigis of Mainz）主导幼帝奥托三世的教育，强调神圣罗马帝国的“罗马性”与基督教使命。
迪奥凡诺在奥托三世幼年时期（983-991年）成功压制贵族叛乱，通过象征性手段（如迫使亨利公爵侍奉幼主用餐）维护皇权，展现了拜占庭式的政治智慧。她去世后，奥托三世在祖母阿德莱德与导师威利吉斯的支持下逐步亲政，995年通过“成年礼”征伐斯拉夫人，强化对易北河以东的控制，并借机宣扬“萨克森优越性”。

## 亲政
奥托三世以“复兴罗马帝国”为目标，率军进入意大利。适逢教宗若望十五世去世，他扶持24岁的堂兄弟卡林西亚的布伦（Bruno of Carinthia）成为教宗額我略五世，后者为其加冕为罗马皇帝，实现政教联盟。  
997年，格列高利五世短暂被罗马贵族克雷森蒂乌斯废黜，奥托三世迅速镇压叛乱，处决篡位者，并任命导师奥里亚克的葛培特为教宗圣思维二世（Sylvester II），强化皇帝对教廷的控制。

## 复兴罗马帝国
在罗马逗留的几个月中，正值耶稣降生一千年，奥托三世与圣思维二世提出“复兴”（Renovatio Imperii Romanorum），试图恢复古罗马的行政体系（如改官职为“执政官”“行政长官”）、礼仪（拜占庭式加冕典礼）与建筑象征（以罗马为帝国首都）。奥托三世身着饰有星象符号的斗篷，自比“恺撒·奥古斯都”，强调其希腊-罗马血统（母系来自拜占庭），试图融合古典遗产与基督教神权。这推动了“奥托文艺复兴”的发展。

## 去世
1002年，奥托三世因热病（或疟疾）去世，年仅21岁，复兴计划戛然而止。其继承人亨利二世转向务实政策，放弃罗马中心主义。

西元1000年时的意大利地图